# Klaus Lisiewicz
Klaus Lisiewicz (* 2. února 1943, Bensberg) je bývalý východoněmecký fotbalista, záložník.

## Fotbalová kariéra
Ve východoněmecké oberlize hrál za SC Rotation Leipzig a BSG Chemie Leipzig. Nastoupil ve 172 ligových utkáních a dal 22 gólů. S BSG Chemie Leipzig vyhrál v roce 1964 východoněmeckou ligu a v roce 1966 východoněmecký fotbalový pohár. V Poháru mistrů evropských zemí nastoupil ve 2 utkáních, v Poháru vítězů pohárů ve 2 utkáních a ve Veletržním poháru v 1 utkání. V roce 1964 byl členem bronzového týmu na LOH 1964 v Tokiu, nastoupil v utkání proti Mexiku.

## Ligová bilance
| Ročník           | Zápasy | Góly | Klub                |
| ---------------- | ------ | ---- | ------------------- |
| I. liga 1961/62  | 20     | 4    | SC Rotation Leipzig |
| I. liga 1962/63  | 18     | 1    | SC Rotation Leipzig |
| I. liga 1963/64  | 12     | 0    | BSG Chemie Leipzig  |
| I. liga 1964/65  | 20     | 5    | BSG Chemie Leipzig  |
| I. liga 1965/66  | 21     | 5    | BSG Chemie Leipzig  |
| I. liga 1966/67  | 12     | 4    | BSG Chemie Leipzig  |
| I. liga 1967/68  | 5      | 0    | BSG Chemie Leipzig  |
| I. liga 1969/70  | 24     | 0    | BSG Chemie Leipzig  |
| I. liga 1970/71  | 24     | 3    | BSG Chemie Leipzig  |
| II. liga 1971/72 | 19     | 8    | BSG Chemie Leipzig  |
| I. liga 1972/73  | 16     | 0    | BSG Chemie Leipzig  |
| CELKEM I. liga   | 172    | 22   |                     |